# No Kwang-chol
No Kwang-chol (hangul: 노광철; hanja: 努光鐵; nascido em 1956) é um soldado, general de quatro estrelas e membro do Politburo da Coreia do Norte, que atualmente atua como ministro da Defesa.

## Biografia
Nascido em 1956, No foi eleito membro da Assembleia Popular Suprema após as eleições de 2003 e 2009. Na Conferência Representativa de setembro de 2010, foi eleito membro suplente (candidato) do Comitê Central do Partido dos Trabalhadores da Coreia. Em dezembro de 2011, com a morte de Kim Jong-il, foi incluído como um dos membros de seu comitê funerário.

Em junho de 2018, foi promovido de primeiro vice-ministro a Ministro das Forças Armadas 
Em 21 de dezembro de 2019, foi substituído por Kim Jong-gwan no cargo de ministro da Defesa. Entre 12 de abril de 2019 e 12 de abril de 2020, atuou como membro da Comissão de Assuntos de Estado. Após sua demissão como ministro, No teria passado a chefiar um instituto de pesquisa vinculado ao Departamento do Estado-Maior do Exército Popular da Coreia, sendo posteriormente observado participando de reuniões, incluindo sessões ampliadas da Comissão Militar Central do Partido dos Trabalhadores da Coreia.
Em 8 de outubro de 2024, durante a 11ª Sessão da 14ª Assembleia Popular Suprema, No Kwang-Chol foi renomeado como ministro da Defesa.
Em novembro de 2024, No Kwang-Chol manteve conversações com o seu homólogo russo, Andrei Belousov, poucos meses depois de as tropas norte-coreanas terem entrado na Guerra Russo-Ucraniana de 2022.

## Sanções
Como ministro da Defesa da Coreia do Norte, No Kwang-Chol enfrenta múltiplas sanções internacionais por diversos motivos, desde o programa nuclear do país até violações dos direitos humanos e, mais notavelmente, seu papel na invasão russa da Ucrânia. Em 16 de dezembro de 2024, No Kwang-Chol foi sancionado pelos EUA, UE e Coreia do Sul devido ao papel das tropas norte-coreanas na Ucrânia.

Em 24 de fevereiro de 2025, o terceiro aniversário da invasão russa da Ucrânia em 2022, o Ministério das Relações Exteriores britânico o colocou em uma lista de sanções do Reino Unido por seu papel no envio de tropas norte-coreanas para lutar em nome da Rússia na Ucrânia.